# Burro percherón

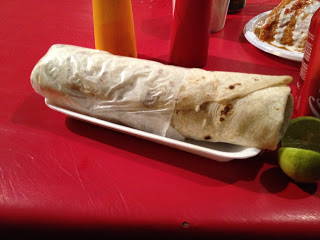
Un burro percherón tradicional.

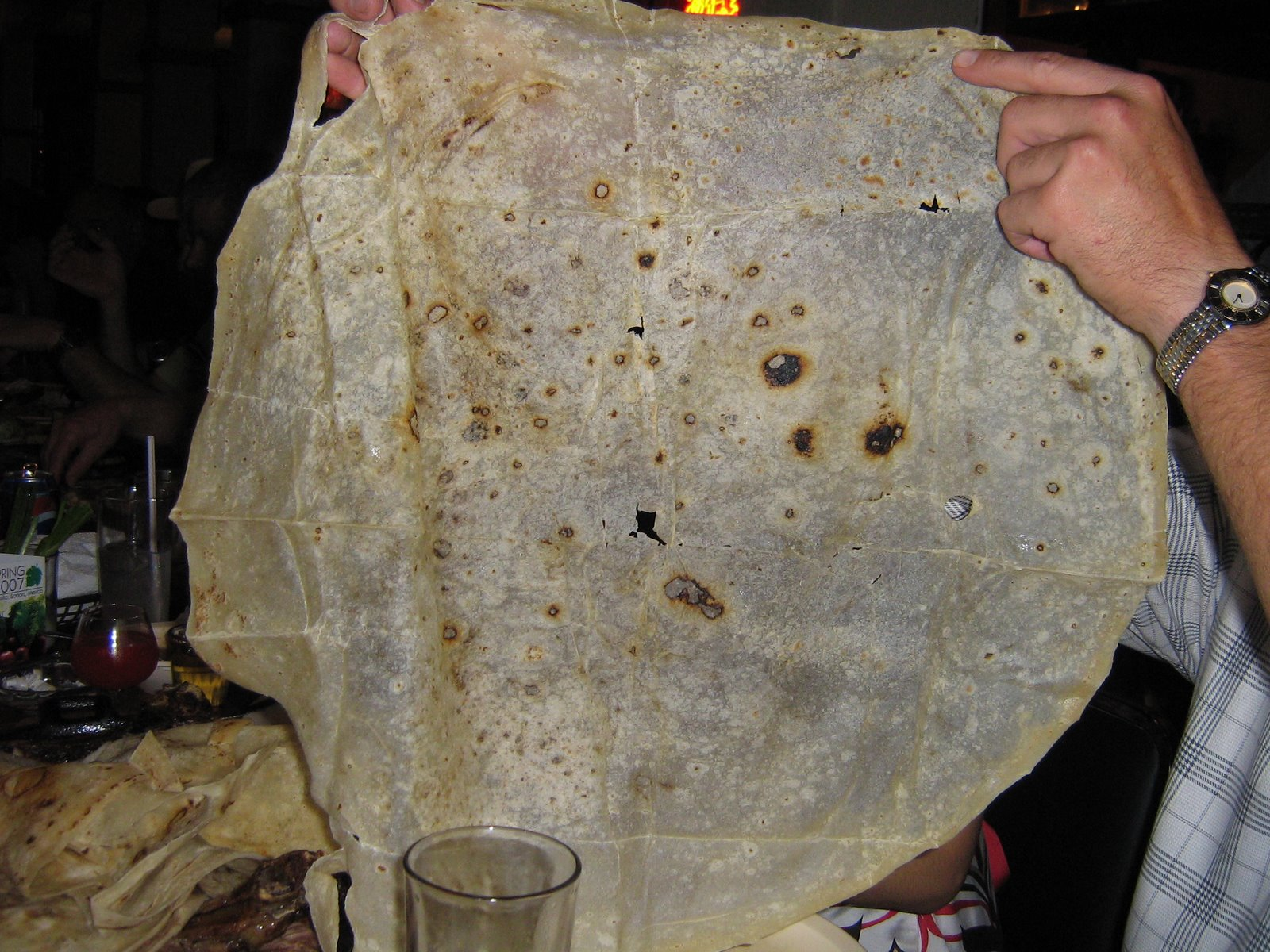
Tortilla con la cual se preparan los burros percherones.

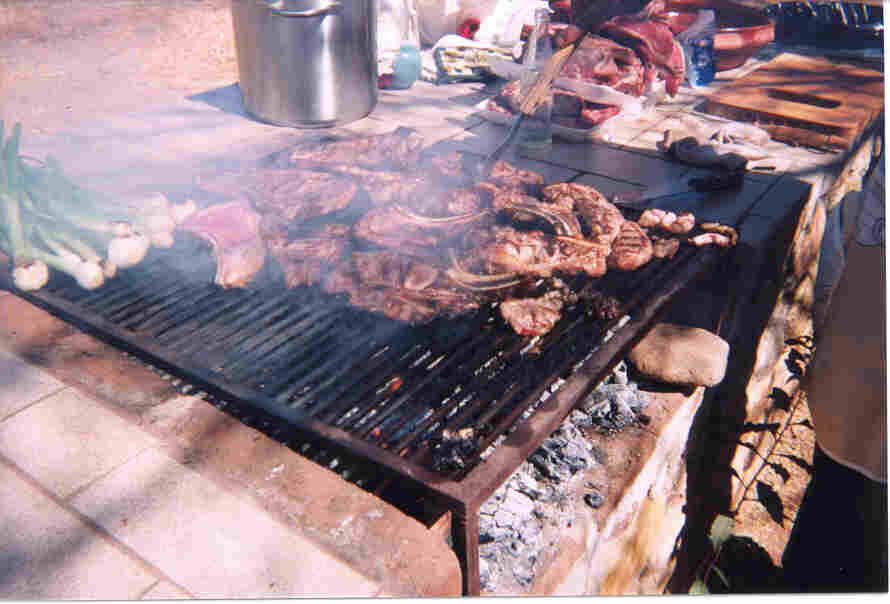
Carne asada, el relleno más popular de los burros percherones.

El burro percherón es un platillo mexicano, típico de la gastronomía del estado de Sonora, y tradicional de la ciudad de Hermosillo, Sonora, en la cual principalmente ha logrado extender su gran popularidad y fama en la ciudad homónima, y después el resto del estado. Actualmente, es uno de los exponentes gastronómicos más populares dentro de la población de estas ciudades, ofreciéndose en varios establecimientos, fijos y móviles, donde se ofertan principalmente por las noches, aunque recientemente existen establecimientos que ofrecen burros percherones en su menú durante todo el día. Entre las características principales y más llamativas de los burros es que son de gran tamaño y poseen un excelente sabor debido a la combinación y concentración de los ingredientes. Tradicionalmente, los burros percherones son preparados a base de carne a la plancha (en algunas partes de carne asada al carbón), mayonesa o crema, aguacate, queso manchego o Chihuahua, y tomate. Existen variantes del burro dependiendo del local que lo ofrece, y los costos son aceptables dada la cantidad de alimento que se obtiene. En la actualidad, los establecimientos de burros percherones están en aumento y existen cadenas que manejan franquicias extendiéndose a varias partes del país.

## Origen
La existencia de esta comida es relativamente reciente. A finales de la década de los años 1980 en la ciudad de Guaymas, Sonora, estaban ubicados por la calle 13, en el pleno centro de esa ciudad, solo eran de carne asada a la plancha con ajo y sal, y después vino la variante de la mayonesa o crema. Fue más bien una derivación de los burritos tradicionales, hechos con tortillas de harina de trigo, en cuyo interior se suele añadir carne a la plancha y/o asada con otras variaciones. Con la popularización de las tortillas de gran tamaño, tradicionales en la Sierra de Sonora y localmente llamadas tortillas sobaqueras (porque su gran tamaño es un poco menor al del brazo de la persona que las hace), se comenzó a experimentar con ellas y comenzaron a prepararse una nueva clase de burros, de gran tamaño y que incluso podía ser tomado en cuenta como una comida completa dadas sus dimensiones.

## Variantes
Se suelen acompañar de crema, verduras (como tomate, limón y aguacate), queso manchego o Chihuahua, y una salsa picante hecha a base de tomate y especias.
En Hermosillo, Sonora, principalmente, se combina muchos tipos de ingredientes, como champiñones, chile tatemado, entre otros. Entre lo más nuevo está el percherón ahogado, bañado en caldo de tomate y crema, con un poco de queso encima. 
Existen muchas variaciones, como son:
- de chicharrón
- de frijoles
- de barbacoa
- de chilorio
- de machaca con huevo
- de carnitas
- ahogado (bañado en salsa italiana)
- de carne con chile
- italiano (carnes frías)